# 만약 (영화)
《만약》(영어: if....)은 1968년 개봉한 영국의 드라마 영화로, 린지 앤더슨이 감독을 맡았다. 1969 칸 영화제 황금종려상 수상작이다.

## 줄거리
1960년대 후반, 영국 남학생들을 위한 전통적인 공립학교에서 여름 방학이 끝나고 새로운 학기를 맞아 학생들이 돌아왔다. 믹 트래비스가 콧수염을 숨기고 나타났다가 재빨리 면도했다. 믹, 월리스, 그리고 나이틀리는 6학년(고등학교 마지막 학년)에 재학 중인 세 명의 비순응적인 소년이다. 그들은 다른 학생들 위에 반장이라는 권한을 가진 6학년생 "휩스(Whips)"의 감시와 괴롭힘을 받는다. 1학년 학생들은 휩스의 개인 하인처럼 일해야 하고, 휩스는 그들을 성적 대상으로 여긴다.
교장은 학생들과 사감들과 거리를 둔다. 주인공들의 사감인 켐프 씨는 휩스에게 조종당하여 규율을 자유롭게 행사할 수 있게 된다. 몇몇 사감들은 기괴한 행동을 보인다.
믹과 조니는 학교 부지를 몰래 빠져나가 전시장에서 오토바이를 훔친다. 그들은 이름 없는 소녀가 일하는 카페로 말을 타고 간다. 믹은 그 소녀에 대해 알몸 레슬링을 상상한다. 한편 월리스는 어린 소년 바비 필립스와 시간을 보내고, 나중에는 그와 침대를 함께 쓴다.
세 소년은 서재에서 보드카를 마시며 한 남자가 "적절한 곳에 총알을 명중시키면 세상을 바꿀" 잠재력을 가지고 있다는 생각을 한다. 학교 당국과의 갈등은 점점 더 격렬해진다. 결국 휩스(Whips)의 잔혹한 매질에 맞은 그들은 행동에 나선다.
학교 연합 생도 훈련 중 믹은 실탄을 획득하고, 월리스, 나이틀리와 함께 켐프와 학교 목사를 포함한 소년들과 교장들에게 사격을 가한다. 교장이 소년들에게 무기를 버리라고 명령하자 믹은 그를 공격하고 겁을 주어 항복하게 한다.
이런 행동에 대한 처벌로, 세 소년은 교장으로부터 본교 강당 아래의 넓은 창고를 청소하라는 명령을 받는다. 그곳에서 그들은 자동소총과 박격포를 포함한 총기 은닉처를 발견한다. 필립스와 카페에서 만난 소녀가 합류하여 그들은 기득권에 저항하기로 결심한다.
설립 기념일에 학부모들이 학교를 방문했을 때, 그들은 복도 아래에 불을 지르고 건물 밖으로 모두 연기를 내뿜는다. 그리고 옥상에서 그들을 향해 총격을 가한다. 연설을 하던 방문 장군의 지휘 아래, 교직원, 학생, 학부모들은 연합 생도 부대의 무기고를 부수고 반격을 시작한다. 교장은 싸움을 멈추려 애쓰며 이성적인 태도를 보이자고 호소한다. 소녀는 교장의 눈 사이를 쏴버린다. 싸움은 계속되고, 카메라는 믹이 계속해서 총을 쏘는 모습을 클로즈업한다.